# الردحة (إب)

تعديل مصدري - تعديل

الردحة محلة تابعة لقرية الشعب الكبير، التابعة لعزلة بني مدسم بمديرية إب إحدى مديريات محافظة إب في الجمهورية اليمنية.، بلغ تعداد سكانها 39 حسب تعداد اليمن لعام 2004.